# GBarbosa
GBarbosa é uma rede brasileira de supermercados e hipermercados fundada no estado de Sergipe em 13 de julho de 1955. Atualmente a rede faz parte do grupo chileno Cencosud.
Acumula mais de 150 estabelecimentos distribuídos entre supermercados, hipermercados, eletro shows e farmácias nos estados de Sergipe, Bahia, Alagoas, Ceará e Pernambuco além de empregar mais de doze mil colaboradores. Dados de 2010 apontavam a rede como a quarta maior na área de supermercados do país.

## História
A princípio tratava-se de uma mercearia que vendia secos e molhados, no centro da capital Aracaju. Em 1961, a primeira filial foi aberta no município sergipano de Tobias Barreto e em 1963, o primeiro supermercado do grupo, focado nas classes de menor poder aquisitivo foi inaugurado em Aracaju. Ao longo dos anos, foi abrindo muitas outras lojas em Aracaju e no interior do estado. No início da década de 1980, o GBarbosa chegou ao interior da Bahia, com a criação da filial na cidade de Esplanada. Em outubro de 2000, a marca estreou na capital da baiana, Salvador. Neste mesmo ano, a rede passou a comercializar produtos farmacêuticos por meio das Farmácias GBarbosa.
No ano de 2001, a rede sergipana foi vendida para o grupo holandês Royal Ahold, no valor de R$ 630 milhões, tendo esta transação sido aprovada em 2003 com restrições. No entanto, o grupo só ficou um pouco mais de quatro anos no controle da empresa, pois entrou em crise na Europa e foi acusado por autoridades financeiras de formar um cartel nos estados de Sergipe e Bahia, uma vez que também era dono da rede sergipana Bompreço. Após especulações, a venda do G.Barbosa foi confirmada em abril de 2005 para um fundo de investimentos dos Estados Unidos, a Acon Investments.
Em agosto de 2006, a rede supermercadista se estabeleceu na capital de Alagoas, onde opera atualmente com sete unidades.
Desde novembro de 2007, a rede nascida e criada em Sergipe passou a ser comandada pela varejista chilena Cencosud, que escolheu a marca como a principal bandeira a ser trabalhada no Brasil. A compra foi acertada ao preço de US$ 430 milhões. Em 2011, a rede deu continuidade ao crescimento e se estabeleceu na cidade de Fortaleza com mais quatro lojas no formato de supermercado, contando também com a aquisição da rede cearense SuperFamília. Na mesma época, aumentou seu domínio na Bahia, ao comprar e incorporar os Supermercados Cardoso, de Jequié.
No ano de 2012, a Cencosud anunciou a mudança do escritório desta rede de Aracaju para Salvador. Entretanto, isto não significou nenhuma mudança nos planos da multinacional chilena em solo sergipano (no que tange a expansão com novas lojas da bandeira GBarbosa), onde inclusive opera o maior Centro de Distribuição da empresa no Brasil.